# Гостилицкая улица
Гости́лицкая улица — улица в городе Петергофе Петродворцового района Санкт-Петербурга. Проходит от Университетского проспекта до бульвара Красных Курсантов. На юг продолжается Чичеринской улицей, на север — бульваром Красных Курсантов.
Название появилось в начале XX века. Оно происходит от наименования деревни Гостилицы, в направлении которой проходит улица.
До начала 1980-х годов начиналась от перекрестка Петергофской улицы и Университетского проспекта, выходя к существовавшему в то время началу Гостилицкого шоссе.

## Перекрёстки
- Университетский проспект
- улица Первого Мая
- улица Веденеева
- Спортивная улица